# Códice Xólotl
El Códice Xólotl es un códice cartográfico azteca posterior a la conquista, que se cree que se originó antes de 1542. El texto es principalmente gráfico, pero también está anotado en náhuatl. En él se detalla la historia anterior a la conquista de la Cuenca de México, y de Texcoco en particular, desde la llegada de los chichimecas bajo el mando del gobernante Xólotl en el año 5 Pedernal (1224 d. C.) hasta la Guerra Tepaneca de 1427.

El códice describe la entrada de Xólotl y los chichimecas a una cuenca despoblada como pacífica. Aunque esta imagen está confirmada por los escritos del historiador mestizo de Texcoco Fernando de Alva Ixtlilxochitl (1568 o 1580-1648),  hay otras pruebas que sugieren que la zona estaba habitada por los toltecas.  Alva Ixtlilxochitl, descendiente directo de Ixtlilxochitl I e Ixtlilxochitl II, basó gran parte de sus escritos en los documentos que muy probablemente obtuvo de parientes  en Texcoco o Teotihuacan. 

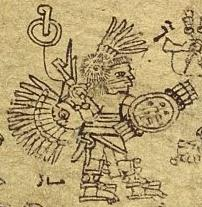
El rey tenochca-tepaneca Chimalpopoca ataviado como Huitzilopochtli, en el Códice Xolotl.

El códice fue llevado por primera vez a Europa en 1840 por el científico francés Joseph Marius Alexis Aubin, y actualmente se conserva en la Bibliothèque nationale de France en París.  El manuscrito consta de seis tablas de amatl que miden 42 cm × 48 cm, con diez páginas y tres fragmentos de una o más páginas. Aunque se desconoce quién hizo la encuadernación del manuscrito, está fundido como un libro europeo de recto y verso. El Códice Xólotl ha sido una fuente importante de información detallada sobre la cultura material y los cambios sociales, políticos y culturales en la región durante el periodo. Es una de las pocas historias cartográficas del Valle de México que aún sobreviven y una de las más tempranas de su tipo.

## Relevancia histórica
El Códice Xólotl es un ejemplo de cultura material. Esto significa que el códice puede utilizarse como medio para comprender la cultura de los aztecas y la variación regional. El códice en sí muestra una versión de la historia de Texcoco y otras ciudades del área central mesoamericana. También es un documento que incluye una instancia temprana de escritos náhuatl que hacen referencia a fechas específicas en un calendario indígena. Hay debates en curso sobre cuántos escritores participaron en la creación del códice.
Hay algunos debates que cuestionan la validez del códice desde una perspectiva arqueológica. Este debate tiene sus raíces en el trabajo de Jeffrey Parsons en la década de 1970, con su libro que detalla la arqueología de la región de Texcoco. Una perspectiva de este debate afirma que el códice en sí no está respaldado por la evidencia arqueológica de la región.
Otro argumento afirma que dentro de las discrepancias, algunos hechos históricos pueden separarse de la mitología. Una respuesta alternativa al argumento de Parsons utiliza una hipótesis relativa a un conflicto entre las regiones de Tula y Cholula para apoyar la posición de Parsons.